# Ptenopus
Ptenopus is een geslacht van hagedissen dat behoort tot de gekko's (Gekkota) en de familie Gekkonidae.

## Naam en indeling
Er zijn drie soorten, de wetenschappelijke naam van de groep werd voor het eerst voorgesteld door John Edward Gray in 1866.
De hagedissen bereiken een lichaamslengte tot ongeveer 5 centimeter, oudere exemplaren kunnen tot zes cm lang worden. Het lichaam en de staart hebben een cilindrische doorsnede, in tegenstelling tot de meeste gekko's die juist sterk zijn afgeplat. De staart is korter dan het lichaam en heeft een dun uiteinde. De kop is klein en afgerond en heeft een opvallend stompe snuit. De kop is lastig te onderscheiden van het lichaam door het ontbreken van een insnoering. De ogen zijn relatief groot en hebben een verticale pupil.
De tenen dragen geen hechtkussentjes zoals bij vrijwel alle andere gekko's voorkomt. De lichaamskleur is overwegend bruin met een patroon van lichtere en donkere vlekken. De buikzijde is licht van kleur. Mannetjes hebben vaak een gele kleur keel in de paartijd.

## Levenswijze
Mannetjes lokken de vrouwtjes door harde geluiden te maken, in de Engelse taal worden ze hierdoor wel 'blaf-gekko's' (barking geckos) genoemd. De dieren graven lange tunnels in het zand. De opening wordt overdag afgesloten en 's avonds roepen de mannetjes vanuit het hol. Ook wordt vaak vanuit het hol gejaagd op prooidieren, vooral termieten worden buitgemaakt. De paring vindt eveneens in de gang plaats, een vrouwtje bezoekt een mannetje waarna gepaard wordt en het mannetje het hol verlaat. De vrouwtjes produceren meestal een enkel ei dat in een ondiep gangetje wordt afgezet.

## Verspreiding en habitat
De hagedissen komen voor in delen van zuidelijk Afrika en leven in de landen Zuid-Afrika, Namibië, Botswana en Zimbabwe. De habitat bestaat uit koude woestijnen, droge savannen en droge scrublands. Ook in door de mens aangepaste streken zoals landelijke tuinen kunnen de dieren worden aangetroffen.

## Beschermingsstatus
Door de internationale natuurbeschermingsorganisatie IUCN is aan alle soorten een beschermingsstatus toegewezen. De hagedissen worden beschouwd als 'veilig' (Least Concern of LC).

## Soorten
Het geslacht omvat de volgende soorten, met de auteur en het verspreidingsgebied.
| Naam                           | Auteur       | Verspreidingsgebied                      |
| ------------------------------ | ------------ | ---------------------------------------- |
| Ptenopus carpi                 | Brain, 1962  | Namibië                                  |
| Fluitgekko (Ptenopus garrulus) | Smith, 1849  | Zuid-Afrika, Namibië, Botswana, Zimbabwe |
| Ptenopus kochi                 | Haacke, 1964 | Namibië                                  |